# Sharvari Wagh
 (octobre 2024).
La mise en forme du texte ne suit pas les recommandations de Wikipédia : il faut le « wikifier ».
Les points d'amélioration suivants sont les cas les plus fréquents. Le détail des points à revoir est peut-être précisé sur la page de discussion.
- Les titres sont pré-formatés par le logiciel. Ils ne sont ni en capitales, ni en gras.
- Le texte ne doit pas être écrit en capitales (les noms de famille non plus), ni en gras, ni en italique, ni en « petit »…
- Le gras n'est utilisé que pour surligner le titre de l'article dans l'introduction, une seule fois.
- L'italique est rarement utilisé : mots en langue étrangère, titres d'œuvres, noms de bateaux, etc.
- Les citations ne sont pas en italique mais en corps de texte normal. Elles sont entourées par des guillemets français : « et ».
- Les listes à puces sont à éviter, des paragraphes rédigés étant largement préférés. Les tableaux sont à réserver à la présentation de données structurées (résultats, etc.).
- Les appels de note de bas de page (petits chiffres en exposant, introduits par l'outil «  Source ») sont à placer entre la fin de phrase et le point final[comme ça].
- Les liens internes (vers d'autres articles de Wikipédia) sont à choisir avec parcimonie. Créez des liens vers des articles approfondissant le sujet. Les termes génériques sans rapport avec le sujet sont à éviter, ainsi que les répétitions de liens vers un même terme.
- Les liens externes sont à placer uniquement dans une section « Liens externes », à la fin de l'article. Ces liens sont à choisir avec parcimonie suivant les règles définies. Si un lien sert de source à l'article, son insertion dans le texte est à faire par les notes de bas de page.
- La présentation des références doit suivre les conventions bibliographiques. Il est recommandé d'utiliser les modèles {{Ouvrage}}, {{Chapitre}}, {{Article}}, {{Lien web}} et/ou {{Bibliographie}}. Le mode d'édition visuel peut mettre en forme automatiquement les références.
- Insérer une infobox (cadre d'informations à droite) n'est pas obligatoire pour parachever la mise en page.

Pour une aide détaillée, merci de consulter Aide:Wikification.
Si vous pensez que ces points ont été résolus, vous pouvez retirer ce bandeau et améliorer la mise en forme d'un autre article.
Sharvari Wagh (née le 14 juin 1997), connue internationalement sous le nom de Sharvari, est une actrice indienne qui travaille dans des films hindi. Elle a commencé en premier lieu sa carrière en tant qu'assistante réalisatrice pour Luv Ranjan et Sanjay Leela Bhansali en 2015, avant de faire ses tout premiers pas en tant qu' ctrice avec la série dramatique de guerre de Kabir Khan The Forgotten Army - Azaadi Ke Liye (2020).
Sharvari s'est aventurée dans le cinéma avec la comédie Bunty Aur Babli 2 (2021) de Yash Raj Films, qui lui a même valu le Filmfare Award du meilleur premier film féminin. Elle a réellement percée avec le film d'horreur comique à succès commercial Munjya (2024).

## Début de vie
Elle est née dans une famille Marathi en 1997. Ses parents sont Shailesh Wagh, un constructeur, et Namrata Wagh, une architecte. Elle a étudié à Mumbai's The Dadar Parsee Youths Assembly High School and Ruparel College.

## Carrière professionnelle
Sharvari a travaillé en premier comme assistante réalisatrice dans les films Pyaar Ka Punchnama 2, Bajirao Mastani et Sonu Ke Titu Ki Sweety. Elle a déclaré qu'elle auditionnait depuis 2014 pour espérer avoir un rôle principal dans un film quelconque. Elle a fait ses débuts d'actrice avec la série Amazon Prime 2020 The Forgotten Army - Azaadi Ke Liye aux côtés de Sunny Kaushal.
Sharvari a fait ses débuts au cinéma aux côtés de Rani Mukerji, Saif Ali Khan et Siddhant Chaturvedi dans la comédie policière de Yash Raj Films (YRF), Bunty Aur Babli 2, sortie en 2021. Sa performance lui a valu le Filmfare Award du meilleur premier film féminin et le prix IIFA du meilleur premier film féminin de l'année. Hindustan Times a noté : « Sharvari est assez confiante pour son premier film et a une grande présence à l'écran. » Il n'a pas eu de bons résultats au box-office.
Sa sortie suivante aura finalement lieu trois ans plus tard, dans le film d'horreur comique Munjya en 2024. Inspiré en majeure partie du conte populaire du Maharashtra de Munjya, le film a servi d'épisode de l'univers surnaturel de Maddock. Sukanya Verma de Rediff a déclaré : « Sharvari s'en tient à sa mission : un sourire enthousiaste, un air renfrogné sous les prothèses ». Sur le plan commercial, le film a été un succès surprise et s'est même avéré être jusqu'à son rôle révélateur,. Sharvari a eu un assez bref rôle (présenté comme une apparition spéciale) face à la débutante Junaid Khan dans le drame d'époque Maharaj de YRF, une production retardée qui a été diffusée entre autres sur Netflix. Dans sa troisième sortie de l'année, Sharvari a joué le rôle-titre d'une femme Dalit dans le drame d'action Vedaa, avec John Abraham. Dans une critique mitigée du film, Nandini Ramnath de Scroll.in a noté à quel point elle a bien « canalisé [dirigé] l'esprit combatif de son héroïne ».
Sharvari rejoindra par la suite l'univers d'espionnage de YRF dans Alpha, qui est un thriller d'espionnage dirigé par Alia Bhatt.

## Filmographie

### Films
| Année | Titre                  | Rôle        | Notes              | Ref.   |
| ----- | ---------------------- | ----------- | ------------------ | ------ |
| 2015  | Pyaar Ka Punchnama 2   | NC          | Assistant director | [ 4 ]  |
| 2015  | Bajirao Mastani        | NC          | Assistant director | [ 4 ]  |
| 2018  | Sonu Ke Titu Ki Sweety | NC          | Assistant director | [ 4 ]  |
| 2021  | Bunty Aur Babli 2      | Sonia/Babli |                    | [ 7 ]  |
| 2024  | Munjya                 | Bela        |                    | [ 17 ] |
| 2024  | Maharaj                | Viraaj      | Special appearance | [ 18 ] |
| 2024  | Vedaa                  | Vedaa       |                    | [ 14 ] |
| 2025  | Alpha †                | À venir     | Filming            | [ 19 ] |

### Télévision
| Année | Titre                            | Rôle             | Réf.   |
| ----- | -------------------------------- | ---------------- | ------ |
| 2020  | L'Armée oubliée - Azaadi Ke Liye | Maya Shrinivasan | [ 20 ] |

## Prix et nominations
| Année | Prix                                               | Catégorie                         | Travail           | Résultat   | Réf.   |
| ----- | -------------------------------------------------- | --------------------------------- | ----------------- | ---------- | ------ |
| 2022  | 22e édition des prix de l'IIFA                     | Début de star de l'année – Femme  | Bunty Aur Babli 2 | Lauréat    | ,      |
| 2022  | 67e édition des Filmfare Awards                    | Meilleur premier film féminin     | Bunty Aur Babli 2 | Lauréat    | ,      |
| 2022  | Prix Pinkvilla pour les icônes de style et d'écran | Talent émergent élégant – Féminin | NC                | Nomination | [ 25 ] |